# Gustav Püttjer
Gustav Püttjer, född 15 maj 1886 i Hamburg, Kejsardömet Tyskland, död 11 augusti 1959 i Östberlin, var en tysk skådespelare. Püttjer filmdebuterade 1928 och medverkade i långt över 150 filmer där han ofta gestaltade alldagliga människor. Efter andra världskrigets slut var han baserad i Östtyskland och arbetade för DEFA.

## Filmografi, urval
- 1930 – Västfronten 1918 (ej krediterad)
- 1931 – Kamratskap
- 1931 – Kärlekens faror
- 1932 – Bättre dag för dag
- 1933 – En viss Herr Gran
- 1937 – Fridericus
- 1937 – De sju örfilarna
- 1937 – Till främmande strand
- 1938 – 5 miljoner söka en arvinge
- 1938 – Hon kommer inte till middagen
- 1942 – Diesel
- 1944 – Mina drömmars kvinna
- 1950 – Våld i hemlighet